# Teemu Laakso
Teemu Laakso, född 27 augusti 1987 i Tusby, är en finländsk professionell ishockeyspelare som spelar för Helsingfors IFK.  
Laakso har representerat det finska ishockeylandslaget vid ett flertal tillfällen, bland annat i VM 2013.
I NHL-draften 2005 blev han draftad i tredje rundan, som nummer 78 totalt, av Nashville Predators.

## Klubbar
- HIFK 2003–2008
- Milwaukee Admirals 2008–2012
- Nashville Predators 2009–2012
- Severstal Tjerepovets 2012–2014
- Växjö Lakers 2014–